# Robert Leiber
Robert Leiber (Deggenhausertal, 10 aprile 1887 – Roma, 18 febbraio 1967) è stato un presbitero, gesuita e storico tedesco, appartenente alla Compagnia di Gesù, segretario particolare di papa Pio XII e professore di Storia della Chiesa alla Pontificia Università Gregoriana di Roma, dal 1930 al 1960.

## Biografia
Prima del 1924, Leiber ha lavorato con Ludwig Pastor sulla pubblicazione di 20 volumi sulla storia papale. Dal 1924 fino al 1929, è stato consigliere di Eugenio Pacelli, mentre era Nunzio a Monaco e a Berlino. Dopo aver ottenuto la cattedra alla Pontificia Università Gregoriana, ha proseguito il ruolo di consigliere e segretario particolare di Pacelli, che era allora il Cardinale Segretario di Stato. Dopo che Pacelli fu eletto al soglio pontificio come papa Pio XII nel 1939, Leiber venne nominato segretario particolare del sommo pontefice fino alla morte di quest'ultimo, avvenuta il 9 ottobre 1958. Leiber ha assistito il Papa nella stesura dei discorsi e nei messaggi radio.
Come fidato segretario privato del papa, Leiber ha agito come intermediario tra Pio XII e la Germania. Ha incontrato Joseph Muller, che visitò Roma nel 1939 e nel 1940.
In un incontro dell'ottobre 1958, con il nuovo papa Giovanni XXIII, Leiber ha rifiutato la richiesta di continuare a lavorare nella Santa Sede, a causa della sua salute, facendo il nome di Augustin Bea, al suo posto. È autore di numerosi libri e articoli sulla storia della Chiesa e sulla Reichskonkordat. Dopo aver subito attacchi acuti di asma per molti anni, Robert Leiber morì a Roma nel 1967.

## Dichiarazioni su Pio XII e l'Olocausto
Dopo la guerra, Leiber venne coinvolto nei dibattiti sull'atteggiamento di Pio XII durante l'Olocausto, spesso scriveva e parlava in pubblico, definendosi sempre come "strenuo difensore" di papa Pacelli. Leiber ha scritto un articolo, pubblicato il 27 marzo 1963 nella Frankfurter Allgemeine Zeitung, in cui sostenne che Pio XII aveva poche, e in generale inaffidabili, informazioni sull'Olocausto.
Leiber affermò che Pio XII scelse di non parlare della Shoah perché voleva mantenere la neutralità del Vaticano e la sua indipendenza. Su questo punto, Leiber e Francesco d'Arcy Osborne, un altro contemporaneo vicino a Pio XII, sono d'accordo. Durante la guerra, Pio XII si circondava di consiglieri, tra cui Leiber, ma anche Ludwig Kaas, Pascalina Lehnert e Augustin Bea, tedesco, suo confessore.
Questo comportamento, però, attirò l'attenzione dello storico del dipartimento di Stato americano George Kent, che metteva in dubbio la neutralità di Pio XII sulla base di un suo atteggiamento "germanofilo".
Leiber disse nel 1961 che Pio XII ordinò personalmente di aprire le porte delle chiese e dei conventi romani agli ebrei.